# Коста Костов (лекар)
Коста Василев Костов е български лекар пулмолог, професор.
Той е дългогодишен ръководител на Клиниката по белодробни болести във Военномедицинската академия (ВМА) в София, председател на Българското научно дружество по пулмология и фтизиатрия, национален консултант по белодробни болести към Министерството на здравеопазването и консултант на Националната здравноосигурителна каса (НЗОК), председател на Управителния съвет на Фондацията за респираторна медицина „INSPIRO“, основател и главен редактор на списание за респираторна медицина и вдъхновение „INSPIRO“.

## Биография
Роден в Бургас на 4 юли 1955 г. Семеен. Има син и 2 дъщери.

### Образование

#### В България
Завършва Немската езикова гимназия „Вилхелм Пик“ (дн. „Гьоте“) в Бургас през 1974 г.
През 1980 г. завършва медицина във Висшия медицински институт във Варна.
В периода 1985 – 1988 г. специализира във Военномедицинската академия (ВМА) в София, където придобива специалността „Вътрешни болести“. През 1993 г. придобива втора специалност – „Военнополева терапия“, а през 1995 г. трета специалност – „Пневмология и фтизиатрия“.
През 1997 г. защитава дисертация във ВМА и придобива научната и образователна степен „доктор“ от Висшата атестационна комисия (ВАК).
През 2003 г. му е присъдено научното звание „доцент“. Същата година придобива специалността „Здравен мениджмънт“. През 2015 г. придобива научното звание „професор“ в специалността „Белодробни болести“.
Владее немски, английски и руски език.

#### Специализации в чужбина
През 1992 г. специализира и работи по дисертационна тема в Института по патология в Базел, Швейцария.
През 2002 г. преминава специализация по интензивна медицина в Санитарна академия на Бундесвера, Мюнхен, Германия.
През 2008 г. специализира интервенционална пулмология при prof.Heinrich D.Becker в Thorax Klinik, Хайделберг, Германия.
През 2009 г. преминава специализиран курс по основни качества на лидерството в London Business School.

## Кариера

### Професионално развитие
В периода 1982 – 1985 г. работи като военен лекар в Мичурин. От 1988 г. до 1989 г. работи в кардиологичното отделение към Военноморската болница (част от ВМА) във Варна. През 1989 г. става асистент в Клиниката по остри, хронични и онкологични белодробни болести във ВМА – София. През 1993 г. е избран за старши асистент по белодробни болести, а през 1996 г. – за главен асистент по белодробни болести във ВМА.
Като лекар има над 30 години трудов стаж в българската армия, където стига до чин полковник. През 2014 г. е награден от Министъра на отбраната с награден знак „За отлична служба“.
Той е национален консултант по белодробни болести към Министерството на здравеопазването в периода 2013 – 2019 г. и действащ консултант на НЗОК. Консултант е по белодробни болести на медицински център „INSPIRO". От 2019 г. е консултант по белодробни болести в УМБАЛ „Св. Анна“ в София.
Проф. Коста Костов е председател на Медицинския експертен съвет (МЕС) към Министерския съвет, създаден на 23 март 2020 г. по време епидемичния взрив на пандемията COVID-19, във връзка с консултиране на държавните институции в България относно пандемията, причинена от COVID-19. В състава му са 16 експерти, представители на основните медицински специалности, които имат отношение към диагностиката и лечението на COVID-19 и неговите органни усложнения. Медицинският съвет изпълнява функции, свързани с изготвяне на алгоритми за поведение в помощ на лекарите при лекуването на пациенти, заразени с коронавирус. Проф. Костов е един от съавторите на създадените от МЕС „Насоки за поведение при взаимодействия в рамките на здравната ни система при пандемична обстановка с високо контагиозен респираторен агент (SARS-CoV-2)“, предназначени за клиничната практика в борбата с COVID-19.

### Учебно-преподавателска дейност
След назначаването му за асистент в Клиниката по остри, хронични и онкологични белодробни болести във ВМА – София през 1989 г. се занимава с учебно-преподавателска дейност. Участва в обучението на лекари-специализанти по вътрешни болести и пулмология, както и в обучението на чуждестранни специализанти от военномедицински болници и институти, с които ВМА има договорни отношения. В организирани от ВМА курсове провежда и индивидуално обучение на лекари за повишаване на тяхната квалификация, както и на курсисти по специалността „Военно-полева терапия“ и специализанти по вътрешни болести и пневмология и фтизиатрия.
Лектор по белодробни болести в Медицинския факултет на Софийския университет „Св. Климент Охридски“.
По времето на ВАК е член на СНС по военна медицина.

### Научна дейност
Научните му интереси са насочени към обструктивните и интерстициални болести на дихателната система, към проблеми, свързани с нарушенията на локалните цитологични параметри на белите дробове при болни със СПИН и органна трансплантация (бъбреци, костен мозък). Има научни публикации за специфичните белодробни усложнения при имунокомпрометирани болни.
Има над 200 публикации в периодични научни списания и реферирани медицински журнали, пет авторски монографии, десетки участия в авторски колективи на ръководства и клинични наръчници, научни съобщения на конгреси, конференции и симпозиуми (44 международни и 43 в България).
Лектор е на дванадесет специализирани международни научни форуми.
Статиите с авторско участие на проф. д-р Коста Костов са цитирани над 3000 пъти в чуждестранната научна литература.
Бил е главен редактор на списание „Наука Пулмология“. Oсновател и главен редактор е на списание за респираторна медицина и вдъхновение „INSPIRO“.
Главен редактор е на „Ръководство по белодробни болести“ (в два тома, 2016 г.) и автор (в съавторство с доц. Димитър Калев) на най-актуалната до момента монография за болестите на плеврата – „Плеврата. Текстове за клинична и научна практика“.
Автор е на монография за Хроничната обструктивна белодробна болест (ХОББ) (2003), преиздадена в колектив под негова редакция под заглавие „ХОББ в търсене на идентичност“ (2014).

### Професионална експертиза
До март 2019 г. е изпълнявал функциите на национален консултант по белодробни болести. Понастоящем е консултант на НЗОК по специалността. Професионалната му експертиза обхваща целия диапазон от болести на дихателната система, с фокус върху социално-значимите ХОББ и астма, интерстициалните белодробни болести (идиопатична белодробна фиброза, саркоидоза и др), болестите на плеврата и различните форми на респираторни инфекции. През 2020 г. участва в работата на създадения Медицински съвет към Министерския съвет във връзка с пандемията от коронавирус в България за изготвянето на наръчник под формата на доклад в помощ на лекарите.

### Ръководна дейност
В периода 2003 – 2019 г. ръководи Клиниката по белодробни болести във ВМА – София.
От 2008 до 2012 г. е председател на Управителния съвет на Българското дружество по белодробни болести (БДББ).
От 2017 г. е председател на Управителния съвет на фондация „INSPIRO“.
От 23 март 2020 г. е председател на извънредно създадения Медицински експертен съвет към Министерския съвет на който е възложена задачата за изработването на обща концепция за борба с пандемията от коронавирус в България.

### Обществена дейност
Национален делегат е на България за световната инициатива за борба с ХОББ (GOLD).
В периода 2003 – 2019 г. е член на Академичния съвет на ВМА – София.
Член на:
- Европейската респираторна асоциация-European Respiratory Society (ERS);[15]
- Американската респираторна асоциация-American Thoracic Society (ATS);[16]
- Американския колеж на гръдните лекари – American College of Chest Physicians (ACCP);[17]
- Съюз на българските писатели (СБП) – секция „Публицистика“;
- Съюза на писателите-лекари „Димитър Димов“;
- Съюз на българските журналисти (СБЖ) до 2019 г.
- член на Асоциацията на Европейските Журналисти (АЕЖ) от 2023 г.

През 2021 година участва в инициативния комитет за издигане на кандидатурата на Лозан Панов на президентските избори.

## Научни трудове и публикации
- колектив – „Приложение на Gemifloxacin веднъж дневно за 5 дни, вместо 7 дни, за лечение на пневмония придобита в обществото: Рандомизирано, мултицентрово, двойно-сляпо проучване.“ – 2007 г.[19]
- колектив – „Плеврата. Текстове за клинична и научна практика“ – 2016 г.[20]
- колектив – „Фармакотерапия на ХОББ в Централна и Източна Европа“ – проучване „ПАПА“-2016 г.[21]
- колектив – „Използване на тест за оценка ХОББ при фенотипите на ХОББ“ – проучване „ПАПА“ – 2016 г.[22]
- колектив – „Фенотипи на ХОББ в Централна и Източна Европа“ – проучване „ПАПА“ – 2017 г.[23]
- колектив – „Фенотипи на пациенти с ХОББ с анамнеза за тютюнопушенев Централна и Източна Европа“ – проучване „ПАПА“ – 2017 г.[24]
- колектив – „Анализ от Фенотипи на ХОББ в Централна и Източна Европа“ – проучване „ПАПА“ – 2017 г.[25]
- колектив – „Фактори, които повишават субективната дневна сънливост при пациенти с тежка форма на обструктивна сънна апнея.“ – 2017 г.[26]
- колектив – „Да изчезнеш за 60 секунди – фактори свързани с апнеи по-дълги от 1 минута.“ – 2017 г.[27]
- колектив – „Инхалаторни терапии при пациенти с умерено тежка ХОББ в клиничната практика: текущи разсъждения.“ – 2018 г.[28]

## Награди
- Носител е на годишната награда за есеистика за 2015 г. и 2018 г. на вестник „Словото днес“[29] – седмично издание на Съюза на българските писатели.
- През 2016 г. му е връчена годишната награда на Дарик радио „Вдъхновение на годината“.
- Участва в годишните класации „Лекарите, на които вярваме“[30] на вестник „24 часа“ и „Най-добрите лекари“[31] на Дарик радио.